# Fuerte Español (Porto Santo Stefano)

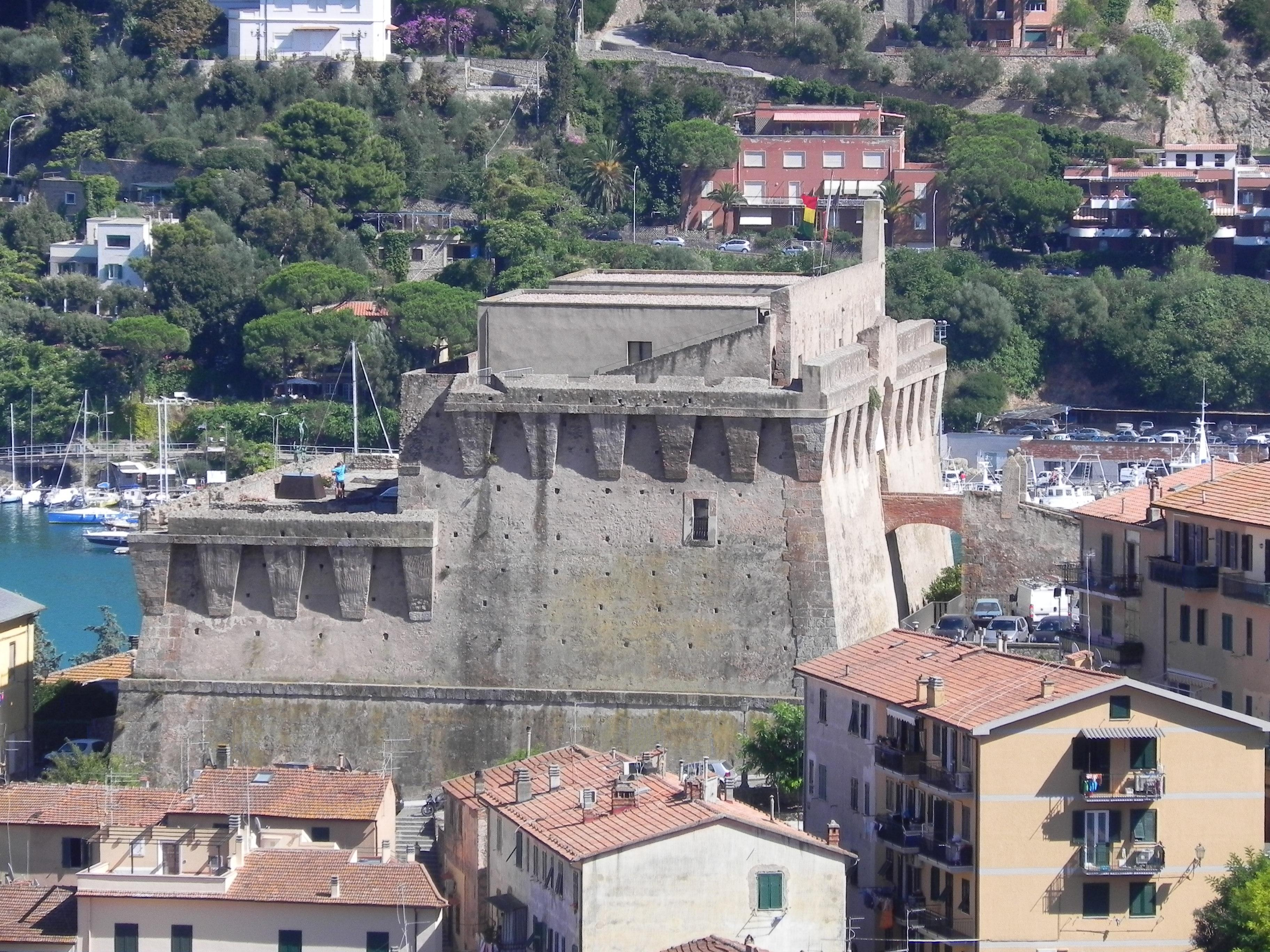
Fortaleza Española de Porto Santo Stefano

La Fortaleza Española, o Fortezza Spagnola, es una fortificación costera situada en posición dominante dentro de la localidad de Porto Santo Stefano, capital del municipio de Monte Argentario.

## Historia

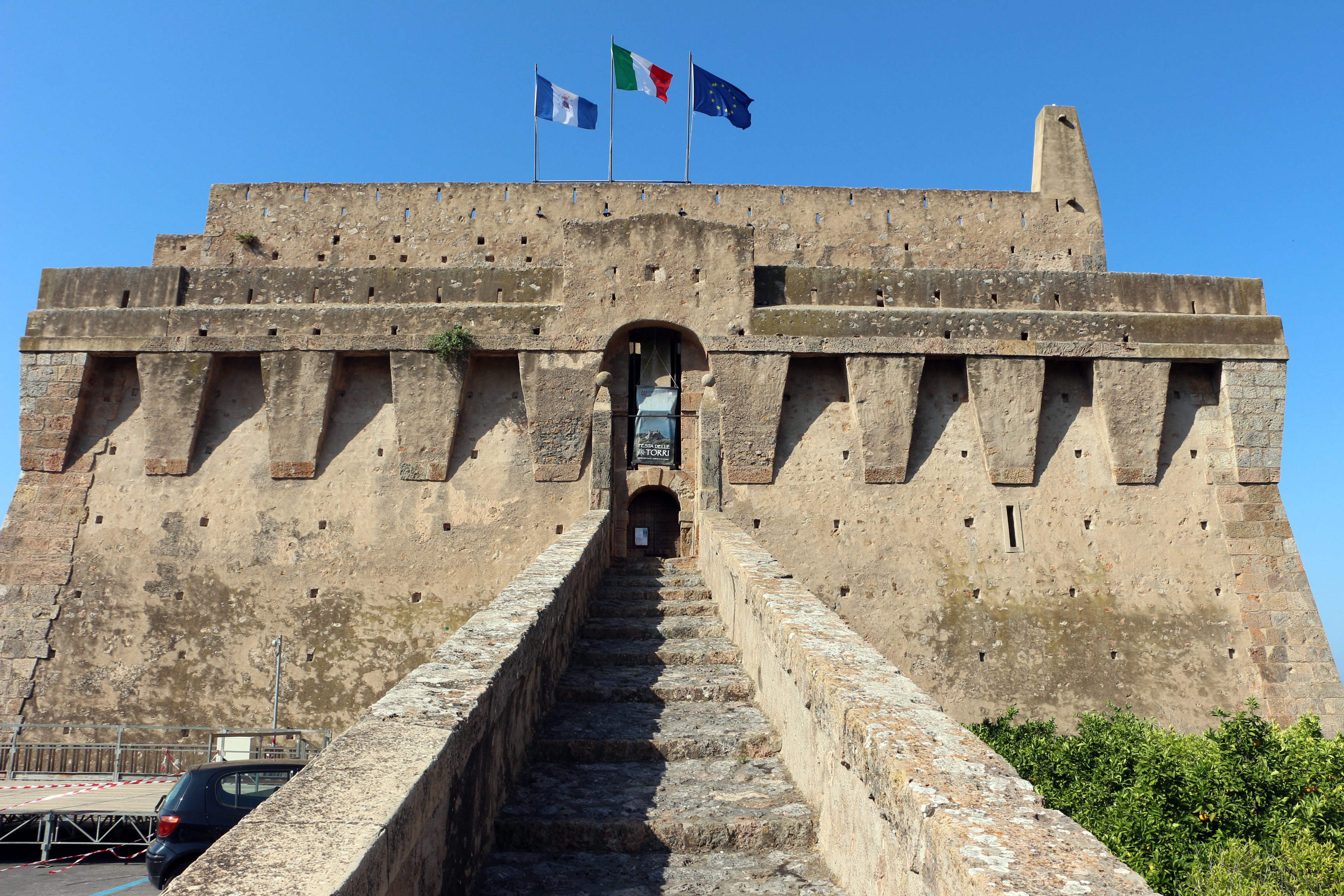
Fachada sur y puente de acceso

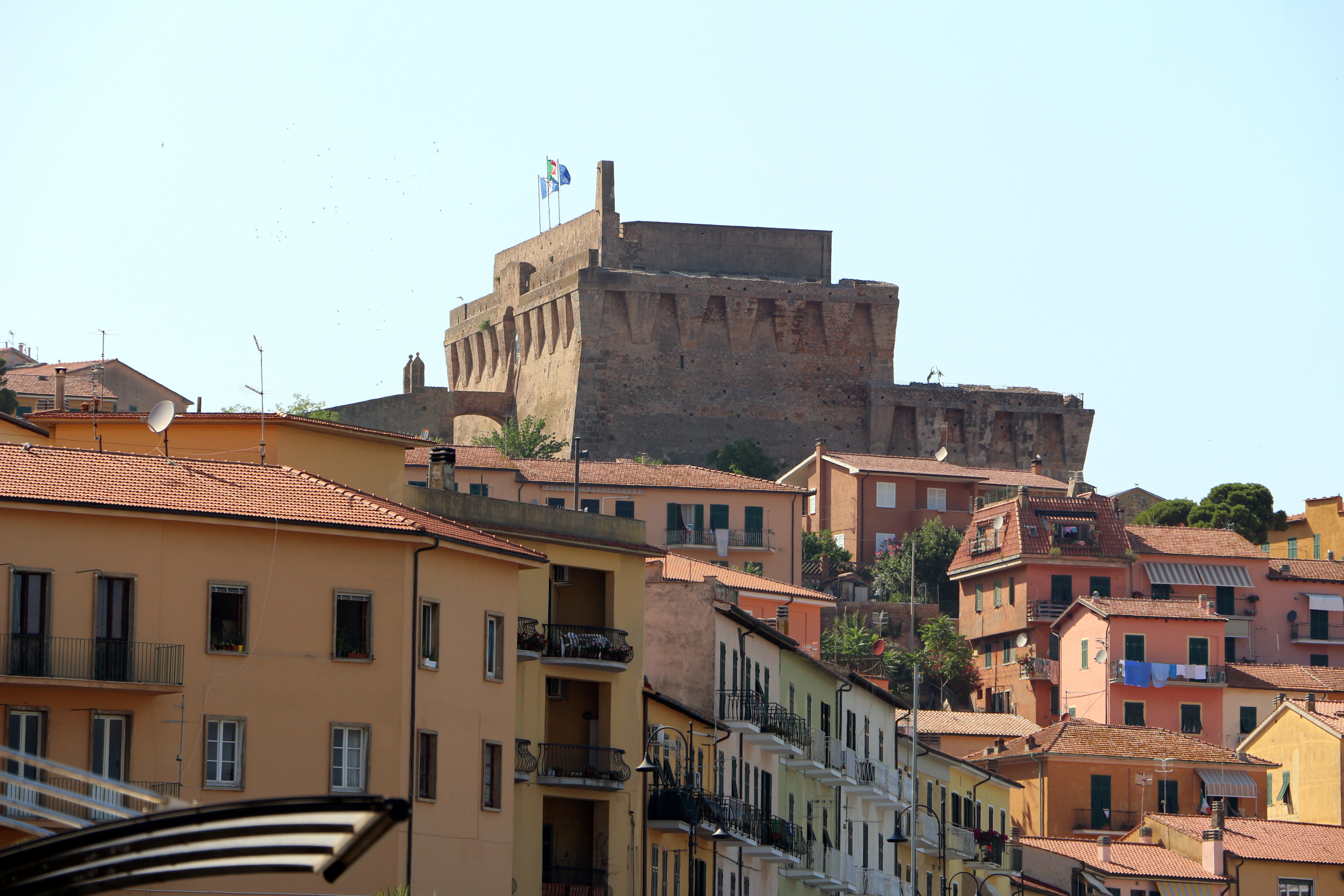
El castillo en lo alto de Porto Santo Stefano

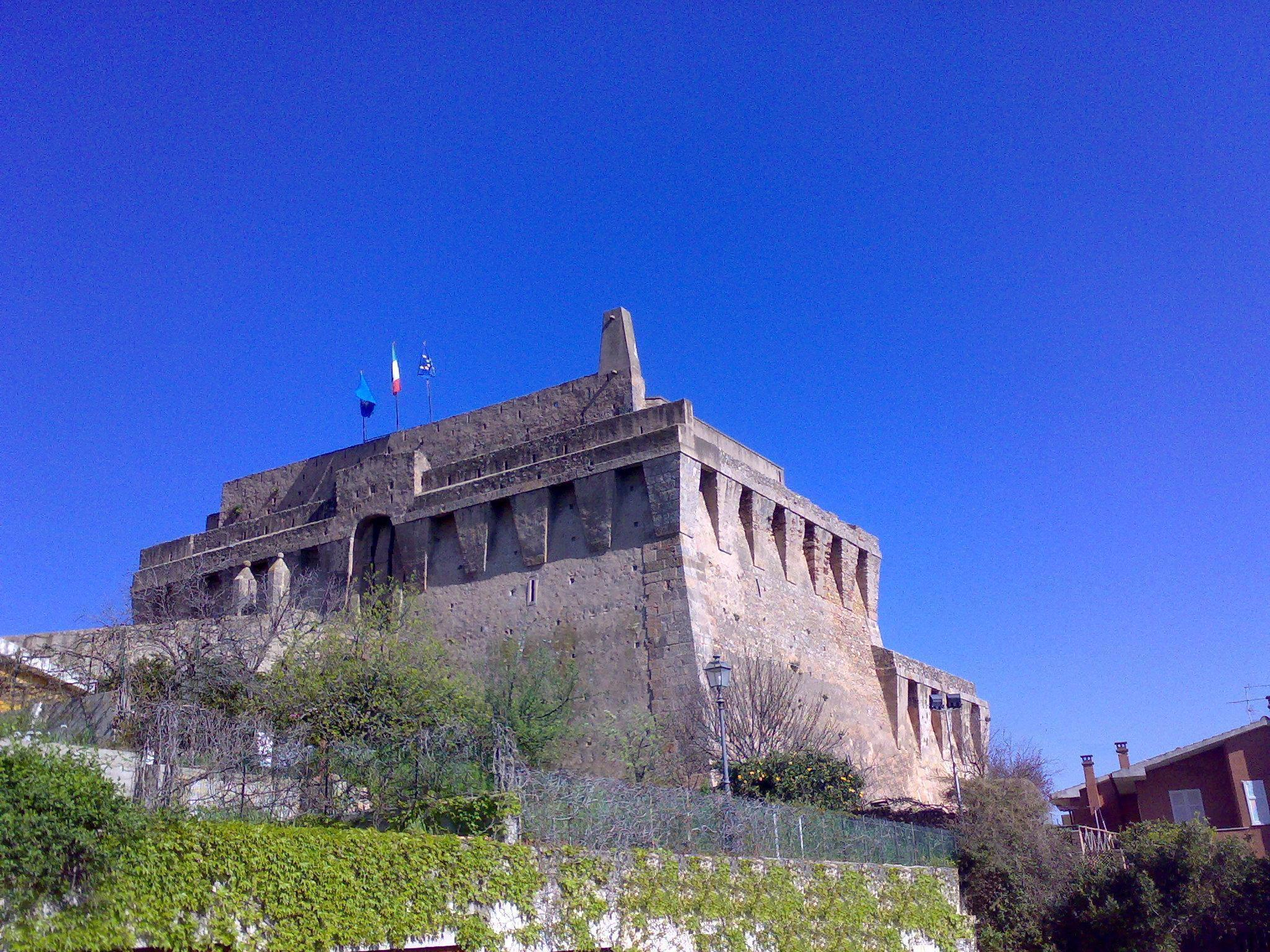
La fortaleza

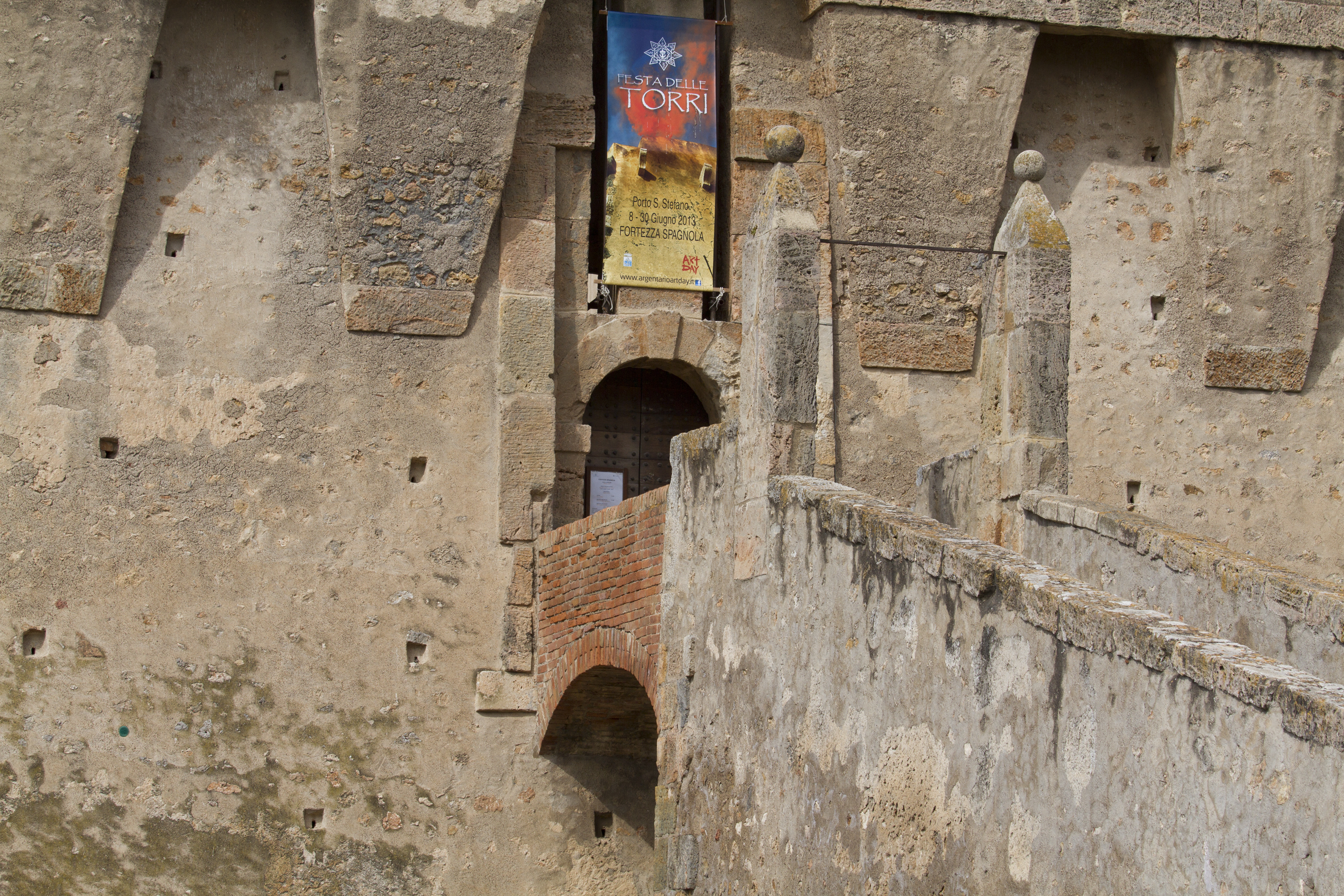
Detalle del puente de acceso

El castillo fue construido por los españoles a finales del siglo XVI y principios del XVII, después de que Porto Santo Stefano pasara a formar parte del Estado de los Presidios. En el lugar elegido para la construcción de la estructura defensiva fortificada ya habían construido los sieneses, en el siglo XV, la torre de Santo Stefano.
Tras la demolición de la torre sienesa, ordenada por los españoles por no considerarla a la altura del sistema de defensa costera más eficaz que se estaba realizando, sus restos fueron utilizados en el nuevo castillo. Sin embargo, las obras avanzaron muy lentamente, no finalizando hasta 1636 con algunas mejoras realizadas tras un proyecto posterior del ingeniero militar Pedro Álvarez. La fortificación cumplió eficazmente sus funciones defensivas durante siglos, logrando en diversas circunstancias resistir y rechazar los ataques enemigos y las incursiones desde el mar.
A principios del siglo XIX, los franceses reforzaron la estructura defensiva para resistir posibles asaltos de barcos británicos durante el periodo napoleónico. Más tarde, el territorio pasó a formar parte del Gran Ducado de Toscana y Lorena llevaron a cabo algunas obras de restauración del pavimento. Tras la unificación de Italia, la fortaleza siguió cumpliendo sus funciones militares, convirtiéndose en guarnición estratégica durante la Primera Guerra Mundial, mientras que después de la Segunda Guerra Mundial, se añadieron dos plantas para albergar temporalmente las oficinas municipales tras los intensos bombardeos que habían afectado a Porto Santo Stefano. Con el posterior traslado de las oficinas al nuevo palacio comunal, los locales pasaron a albergar los laboratorios y algunas aulas del Instituto Técnico Náutico de Porto Santo Stefano.

## Arquitectura
La fortaleza española de Porto Santo Stefano se presenta como un imponente complejo de planta cuadrangular, de unos 33 mts de lado y superficie de más de 1000 mts cuadrados, con grandes basamentos de escarpa que culminan en lo alto con un coronamiento de ménsulas salientes que encierran otros tantos matacanes, donde se apoya el parapeto que delimita las terrazas superiores: este coronamiento recuerda en sus elementos estilísticos al que caracteriza también a la torre de Buranaccio.
La fortificación consta de dos cuerpos de edificios adosados entre sí, con el de menor altura articulado en el lado que da al mar.
Los muros exteriores presentan algunos tramos revestidos de piedra (principalmente en las esquinas) y otros de yeso con troneras que se abren a distintas alturas. El acceso al complejo se realiza por el lado que da a tierra, donde se abre una puerta de entrada en el nivel superior, precedida por un largo y característico tramo exterior de escaleras que termina con un puente que sustituyó al perdido puente levadizo de madera original. Una serie de pasarelas, protegidas por muros cortina, conectan las distintas partes de la fortaleza, incluyendo una serie de tramos cubiertos de escaleras que conducen a la terraza más alta, donde se construyeron las dos plantas para albergar la sede y las oficinas municipales después de la Segunda Guerra Mundial. Originalmente, la parte superior se caracterizaba por la presencia de una serie de garitas que lamentablemente se han perdido.
En la parte interior, correspondiente al basamento escarpado, se encontraban los aljibes, grandes depósitos de agua, mientras que los niveles superiores albergaban las garitas.

## Exposiciones permanentes de la Fortaleza Española
La fortaleza española de Porto Santo Stefano alberga las exposiciones permanentes Memorie sommerse y Maestri d'ascia, creadas con la intención de que formen parte de un posible futuro museo del mar en Porto Santo Stefano. Las exposiciones forman parte de la red de museos provinciales Musei di Maremma.

### Memorie sommerse (memoria sumergida)
La muestra permanente Memorie sommerse (Recuerdos sumergidos) ocupa las dos plantas de la fortaleza y se ha organizado con el fin de recorrer las distintas etapas de la investigación arqueológica subacuática, exponiendo los diversos artefactos encontrados desde la década de 1960 hasta la actualidad en el mar, frente a la costa de la Maremma, como prueba de la intensa actividad comercial de las rutas mediterráneas a lo largo de la historia.
En el patio central de la fortaleza hay una reconstrucción de una nave romana con su cargamento de ánforas para el transporte, mientras que en las salas del primer piso se pueden admirar los hallazgos de pecios encontrados en el mar cerca de las Formiche di Grosseto, Talamone, el Monte Argentario y la isla de Giannutri. Es interesante el pecio hallado en Giannutri en 1961, cerca de Punta Scaletta, a 37 metros de profundidad. Desde 1963, las investigaciones han permitido recuperar parte del casco de tablas de roble y gran parte de la carga transportada, como ánforas, cerámica negra, vajilla de mesa, que datan de un periodo comprendido entre el 140 y el 130 a. C. Otro pecio había sido avistado en Giannutri, cerca de Cala Scirocco, en 1959, y también se recuperó parcialmente en la década de 1960: se exponen ánforas de vino y diversos enseres de a bordo, que datan de principios del siglo II a. C.
La planta superior alberga el cargamento comercial de los pecios recuperados en los fondos marinos de Punta Ala y la isla de Giglio. En Punta Ala, cerca del puerto moderno de la estación balnearia, se hallaron en los años setenta los restos de un barco romano del siglo III d. C. que contenía ánforas para transportar aceite, cerámica de fabricación africana y algunas monedas emitidas durante el imperio de Severo Alejandro (228-235 d. C.).; a lo largo de la costa, en Punta Hidalgo se identificó en 1993 un pecio con ánforas para el transporte de vino y aceite de producción griega y cerámica bucchero, datados entre finales del siglo VI y finales del V a. C.; en el mismo periodo, en Cala del Barbiere, se recuperó la carga de otro pecio consistente en ánforas para el transporte de vino y aceite, vasos de vidrio y vasijas de cerámica sellada de producción itálica, datados en torno a principios del siglo II d. C. En la isla de Giglio, cerca de Giglio Porto, se recuperaron los restos de un navío romano del siglo III d. C., posiblemente procedente de la costa africana, que transportaba ánforas con pescado y salsa de pescado; en Punta Lazzaretto, se hallaron dos pecios del siglo II a. C. con ánforas de vino de tipo greco-itálico; por último, cerca de la bahía de Campese, salió a la luz el cargamento de un navío griego naufragado en el siglo VI a. C., probablemente procedente del puerto jónico de Clazomene y con destino a Marsella, compuesto por ánforas griegas y etruscas, ariballoi, lingotes de metal y objetos diversos (adornos, mobiliario, herramientas de barco, anzuelos y pesos de red). También se exponen cargamentos de un barco que naufragó en Capel Rosso, también frente a la costa de Giglio, el 14 de junio de 1646, identificado como la fragata española Santa Catalina; y una serie de artefactos hallados cerca de Punta degli Stretti, en la laguna de Orbetello, que atestiguan la presencia de asentamientos que datan de la Edad del Bronce Final.

### Maestri d'ascia (Carpinteros navales)
La exposición permanente «Maestri d'ascia» trata de documentar la tradición de los constructores de embarcaciones, en su mayoría relacionadas con la actividad pesquera, que en la zona de Argentario recorre una historia milenaria. El arte de la carpintería naval se ilustra al visitante a través de una muestra de herramientas de trabajo y maquetas de embarcaciones típicas -desde las más antiguas a las modernas de pesca- y con la ayuda de fotografías y paneles explicativos.